# FDGB-Pokal 1981/82
In der Fußballsaison 1981/1982 wurde zum 31. Mal der Wettbewerb um den FDGB-Fußballpokal ausgetragen.
An dem Wettbewerb nahmen 75 Mannschaften teil. Der Wettkampf begann mit einer Qualifikationsrunde mit sechs DDR-Ligisten. Für die I. Hauptrunde hatten sich die 15 Bezirkspokalsieger, 55 Mannschaften aus der zweitklassigen DDR-Liga und die beiden Oberligaabsteiger jeweils aus der Saison 1980/81 qualifiziert. Alle Spiele wurden bis zur Entscheidung ausgetragen, ggf. nach Verlängerung bzw. nach Elfmeterschießen.
Nach einer Zwischenrunde, für die 36 Sieger aus der I. Hauptrunde ausgelost worden waren, stießen die 14 Oberliga-Mannschaften hinzu. Mit Hansa Rostock, Chemie Buna Schkopau und Sachsenring Zwickau schieden drei von ihnen sofort wieder aus dem Wettbewerb aus, ebenso die letzten beiden Bezirkspokalsieger ASG Vorwärts Dessau II und TSG Chemie Markkleeberg. Dagegen erreichten die vier DDR-Ligisten KWO Berlin, Chemie Böhlen, Vorwärts Stralsund und BSG Motor Werdau das Achtelfinale.
Im Achtelfinale trafen die Pokalfinalisten des Vorjahres, 1. FC Lokomotive Leipzig und Vorwärts Frankfurt/O. aufeinander, Frankfurt gewann sein Heimspiel mit 3:2. Mit den Leipzigern schieden auch die noch verbliebenen DDR-Liga-Mannschaften aus. Der Vorjahresmeister BFC Dynamo landete mit 5:3 über den FC Karl-Marx-Stadt den höchsten Sieg des Viertelfinales und hatte auch im Halbfinale mit 2:0 über Vorwärts Frankfurt/O. zuhause leichtes Spiel. Ebenso sicher zog Dynamo Dresden nach einem 4:1 über Energie Cottbus in das Finale ein. So gab es nach 1971 zum zweiten Mal im Finale ein reines Dynamo-Duell.

## Qualifikationsrunde
Die Spiele fanden am Sonnabend, 15. August 1981 um 15.00 Uhr statt.
|                           | Ergebnis |                            |
| ------------------------- | -------- | -------------------------- |
| BSG Motor Süd Brandenburg | 1:3      | BSG Stahl Nordwest Leipzig |
| TSG Lübbenau              | 0:1      | BSG Stahl Hennigsdorf      |
| BSG Chemie Schönebeck     | 0:1      | BSG Stahl Brandenburg      |

## I. Hauptrunde
Die Spiele fanden am Sonntag, 6. September 1981 um 15.00 Uhr statt.
|                                  | Ergebnis              |                               |
| -------------------------------- | --------------------- | ----------------------------- |
| BSG Traktor Behrenhoff *         | 0:2                   | BSG Post Neubrandenburg       |
| BSG Hydraulik Parchim *          | 1:3                   | BSG Lokomotive Stendal        |
| ASG Vorwärts Neubrandenburg II * | 1:3                   | TSG Wismar                    |
| BSG Motor Teltow *               | 1:3                   | BSG Bergmann Borsig Berlin    |
| BSG Chemie PCK Schwedt II *      | 0:2                   | BSG Stahl Eisenhüttenstadt    |
| BSG Turbine Spremberg *          | 1:2                   | ASG Vorwärts Kamenz           |
| BSG Traktor Klötze *             | 0:4                   | BSG Stahl Thale               |
| ASG Vorwärts Dessau II *         | 1:1 n. V. (5:3 i. E.) | BSG Motor Nordhausen          |
| BSG Motor Gotha *                | 0:1                   | BSG Chemie IW Ilmenau         |
| BSG Chemie Schwarza *            | 0:4                   | BSG Motor Weimar              |
| ASG Vorwärts Bad Salzungen *     | 5:5 n. V. (4:5 i. E.) | BSG Akt. Kali Werra Tiefenort |
| BSG Robur Zittau *               | 1:2 n. V.             | BSG Fortschritt Bischofswerda |
| TSG Chemie Markkleeberg *        | 4:2                   | BSG Fortschritt Weida         |
| BSG Motor Lößnitz *              | 1:2                   | BSG Aufbau Krumhermersdorf    |
| BSG Rotation Berlin *            | 1:2                   | SG Dynamo Fürstenwalde        |
| BSG Lokomotive Anklam            | 1:1 n. V. (5:4 i. E.) | BSG Chemie PCK Schwedt        |
| BSG Kernkraftwerk Greifswald     | 1:2 n. V.             | ASG Vorwärts Stralsund        |
| TSG Bau Rostock                  | 3:1                   | BSG Schiffahrt/Hafen Rostock  |
| BSG Motor Wolgast                | 2:3                   | BSG KWO Berlin                |
| BSG Chemie Veritas Wittenberge   | 2:3                   | SG Dynamo Schwerin            |
| BSG Stahl Brandenburg            | 6:0                   | ISG Schwerin Süd              |
| BSG Stahl Hennigsdorf            | 1:4                   | ASG Vorwärts Neubrandenburg   |
| BSG Motor Eberswalde             | 0:6                   | ASG Vorwärts Dessau           |
| BSG Halbleiterwerk Frankfurt/O.  | 0:1                   | BSG Aktivist Schwarze Pumpe   |
| BSG MK Sangerhausen              | 5:1                   | BSG Glückauf Sondershausen    |
| BSG Chemie Wolfen                | 2:2 n. V. (2:4 i. E.) | BSG Chemie Leipzig            |
| BSG Landbau Bad Langensalza      | 3:2                   | BSG Stahl Blankenburg         |
| BSG Motor Rudisleben             | 2:3                   | BSG Motor FH Karl-Marx-Stadt  |
| BSG Motor Steinach               | 3:1                   | BSG Chemie Zeitz              |
| BSG Motor Suhl                   | 0:2 n. V.             | BSG Motor Werdau              |
| FSV Lokomotive Dresden           | 2:3                   | BSG Chemie Böhlen             |
| TSG Gröditz                      | 0:5                   | 1. FC Union Berlin            |
| BSG Motor Hermsdorf              | 0:3                   | BSG Stahl Riesa               |
| BSG Aktivist Espenhain           | 1:3                   | SG Dynamo Eisleben            |
| BSG Stahl Nordwest Leipzig       | 3:2                   | BSG Motor Hennigsdorf         |
| ASG Vorwärts Plauen              | 4:2                   | BSG Wismut Gera               |

## Zwischenrunde
Die Spiele fanden am Sonntag, 27. September 1981 um 14.00 Uhr statt.
|                                     | Ergebnis  |                              |
| ----------------------------------- | --------- | ---------------------------- |
| ASG Vorwärts Dessau II *            | 2:0 n. V. | BSG Stahl Riesa              |
| TSG Chemie Markkleeberg *           | 6:3       | SG Dynamo Eisleben           |
| BSG Landbau Bad Langensalza         | 1:2       | BSG Stahl Thale              |
| 1. FC Union Berlin                  | 3:2       | BSG Post Neubrandenburg      |
| BSG KWO Berlin                      | 3:1       | TSG Bau Rostock              |
| BSG Fortschritt Bischofswerda       | 1:2 n. V. | BSG Aktivist Schwarze Pumpe  |
| ASG Vorwärts Kamenz                 | 3:0 n. V. | BSG Stahl Eisenhüttenstadt   |
| SG Dynamo Fürstenwalde              | 7:2       | BSG Lokomotive Anklam        |
| BSG Chemie Leipzig                  | 2:1 n. V. | BSG Stahl Brandenburg        |
| ASG Vorwärts Plauen                 | 2:4       | BSG Chemie Böhlen            |
| BSG Maschinen-Kombinat Sangerhausen | 2:3       | BSG Chemie IW Ilmenau        |
| SG Dynamo Schwerin                  | 4:5       | BSG Lokomotive Stendal       |
| BSG Motor Steinach                  | 2:6       | BSG Motor FH Karl-Marx-Stadt |
| ASG Vorwärts Stralsund              | 2:0       | BSG Bergmann Borsig Berlin   |
| BSG Aktivist Kali Werra Tiefenort   | 1:0       | BSG Stahl NW Leipzig         |
| TSG Wismar                          | 0:1       | ASG Vorwärts Neubrandenburg  |
| BSG Motor Weimar                    | 3:1       | BSG Aufbau Krumhermersdorf   |
| BSG Motor Werdau                    | 2:1       | ASG Vorwärts Dessau          |

## II. Hauptrunde
Die Spiele fanden am Sonnabend, 17. Oktober 1981 um 13.30 Uhr statt.
|                                   | Ergebnis              |                          |
| --------------------------------- | --------------------- | ------------------------ |
| ASG Vorwärts Dessau II *          | 0:2                   | 1. FC Magdeburg          |
| TSG Chemie Markkleeberg *         | 2:3 n. V.             | BSG Energie Cottbus      |
| BSG KWO Berlin                    | 3:1                   | FC Hansa Rostock         |
| BSG Chemie Böhlen                 | 3:1                   | BSG Sachsenring Zwickau  |
| BSG Motor FH Karl-Marx-Stadt      | 0:6                   | FC Vorwärts Frankfurt/O. |
| BSG Chemie IW Ilmenau             | 0:1                   | FC Rot-Weiß Erfurt       |
| ASG Vorwärts Kamenz               | 0:1                   | SG Dynamo Dresden        |
| ASG Vorwärts Neubrandenburg       | 1:5                   | Berliner FC Dynamo       |
| BSG Aktivist Schwarze Pumpe       | 0:1                   | BSG Wismut Aue           |
| BSG Lokomotive Stendal            | 2:5 n. V.             | Hallescher FC Chemie     |
| BSG Stahl Thale                   | 0:1                   | 1. FC Lokomotive Leipzig |
| BSG Aktivist Kali Werra Tiefenort | 1:7                   | FC Carl Zeiss Jena       |
| BSG Motor Weimar                  | 0:1                   | FC Karl-Marx-Stadt       |
| BSG Motor Werdau                  | 3:1                   | BSG Chemie Buna Schkopau |
| BSG Chemie Leipzig                | 3:3 n. V. (4:3 i. E.) | 1. FC Union Berlin       |
| ASG Vorwärts Stralsund            | 4:1 n. V.             | SG Dynamo Fürstenwalde   |

## Achtelfinale
Die Spiele fanden am Sonnabend, 21. November 1981 um 13:00 Uhr statt.
|                          | Ergebnis              |                          |
| ------------------------ | --------------------- | ------------------------ |
| BSG KWO Berlin           | 0:2                   | SG Dynamo Dresden        |
| ASG Vorwärts Stralsund   | 3:3 n. V. (8:9 i. E.) | BSG Energie Cottbus      |
| BSG Motor Werdau         | 0:5                   | FC Carl Zeiss Jena       |
| 1. FC Magdeburg          | 1:2                   | Berliner FC Dynamo       |
| FC Rot-Weiß Erfurt       | 3:0                   | BSG Chemie Böhlen        |
| FC Vorwärts Frankfurt/O. | 3:2                   | 1. FC Lokomotive Leipzig |
| Hallescher FC Chemie     | 3:1                   | BSG Wismut Aue           |
| FC Karl-Marx-Stadt       | 2:1                   | BSG Chemie Leipzig       |

## Viertelfinale
Die Spiele fanden am Sonnabend, 12. Dezember 1981 statt.
|                          | Ergebnis  |                      |
| ------------------------ | --------- | -------------------- |
| Berliner FC Dynamo       | 5:3       | FC Karl-Marx-Stadt   |
| BSG Energie Cottbus      | 2:1 n. V. | Hallescher FC Chemie |
| FC Vorwärts Frankfurt/O. | 1:0       | FC Rot-Weiß Erfurt   |
| FC Carl Zeiss Jena       | 2:3 n. V. | SG Dynamo Dresden    |

## Halbfinale
Die Spiele fanden am Sonnabend, 27. März 1982 um 15:00 Uhr statt.
|                    | Ergebnis |                          |
| ------------------ | -------- | ------------------------ |
| Berliner FC Dynamo | 2:0      | FC Vorwärts Frankfurt/O. |
| SG Dynamo Dresden  | 4:1      | BSG Energie Cottbus      |

## Finale

### Statistik
| Paarung           | SG Dynamo Dresden – BFC Dynamo |
| Ergebnis          | 1:1 n. V. (1:1, 0:0), 5:4 i. E. |
| Datum             | Sonnabend, 1. Mai 1982 |
| Stadion           | Stadion der Weltjugend, Ost-Berlin |
| Zuschauer         | 48.000 |
| Schiedsrichter    | Hans Kulicke (Oderberg) |
| Tore              | 1:0 Trautmann (51.) 1:1 Riediger (85.) Elfmeterschießen: 0:1 Ullrich 1:1 Mittag 1:2 Ernst 2:2 Schmuck Jakubowski hält gegen Backs 3:2 Trautmann 3:3 Troppa 4:3 Gütschow 4:4 Terletzki 5:4 Pilz                                        |
| SG Dynamo Dresden | Bernd Jakubowski – Udo Schmuck – Frank Schuster, Andreas Trautmann, Andreas Mittag – Reinhard Häfner , Hans-Uwe Pilz, Hartmut Schade – Lutz Schülbe (75. Torsten Gütschow), Ralf Minge, Gert Heidler Cheftrainer: Gerhard Prautzsch   |
| BFC Dynamo        | Bodo Rudwaleit – Norbert Trieloff – Michael Noack, Rainer Troppa, Artur Ullrich – Rainer Ernst, Frank Terletzki , Christian Backs – Hans-Jürgen Riediger, Ralf Sträßer, Wolf-Rüdiger Netz (75. Bernd Schulz) Cheftrainer: Jürgen Bogs |

### Spielbericht
Das 31.  Endspiel um den FDGB-Fußballpokal fand bereits vier Spieltage vor dem Abschluss der Fußballmeisterschaft statt. Zu diesem Zeitpunkt lagen der BFC auf Platz eins und Dynamo Dresden auf Platz drei der Oberligatabelle. Während Dresden in seinem achten Pokalendspiel auf wichtige Spieler wie Dörner und Döschner verzichten musste und Schade, Pilz sowie Häfner angeschlagen in das Spiel gingen, konnten die Berliner in Bestbesetzung antreten. Außerdem ging Dresdens Trainer Prautzsch das Risiko ein, den zuvor kaum eingesetzten 34-jährigen Heidler auf Linksaußen stürmen zu lassen, „um ihn noch einmal am Ende seiner großen Laufbahn einen solchen Höhepunkt erleben zu lassen“.
Entsprechend unruhig startete Dresden in die Begegnung und versuchte es zunächst mit Konterfußball. Der BFC konnte so von Beginn an die Initiative ergreifen und baute mit seinem starken Mittelfeld, angekurbelt von Ernst und Backs, gehörigen Druck auf. Bereits in den ersten zwanzig Minuten kamen die Berliner zu drei guten Torchancen, die jedoch entweder überhastet vergeben oder vom Dresdner Torhüter Jakubowski vereitelt wurden. In dieser Phase erwies sich das Verlegenheits-Stopperpaar Schmuck / Trautmann als stabilisierender Faktor der Dresdner. Sie hatten ihre erste zwingende Tormöglichkeit in der 19. Minute, als Minge mit einem Gewaltschuss Torwart Rudwaleit zu einer Glanztat zwang. Angesichts der auf beiden Seiten sicher stehenden Abwehrreihen blieb die erste Halbzeit torlos.
Nur sechs Minuten nach dem Wiederanpfiff leistete sich die BFC-Abwehr für einen Moment eine Unaufmerksamkeit. Sie ließ sich von einer Kombination zwischen Heidler und Pilz überraschen, sodass Terletzki nur noch auf Kosten eines Fouls retten konnte. Den fälligen Freistoß konnte Rudwaleit nur abfausten, Schmuck reagierte blitzschnell, köpfte zu Trautmann, dessen Direktschuss unhaltbar war. Der BFC antwortete mit einem anhaltenden Sturmlauf, in den sich auch die Abwehr einschaltete. Die Berliner erhöhten noch einmal das Tempo und kam so zu zahlreichen Eckstößen. In der 61. und 82. Minute trafen Backs und Trieloff nur das Torgebälk. In der 85. Minute schließlich wurden die Bemühungen der BFC-Mannschaft belohnt. Einen von Terletzki geschossenen Eckball legte Trieloff per Kopf auf Riediger ab, der ebenfalls mit einem Kopfball Jakubowski überwinden konnte. In den letzten Minuten der regulären Spielzeit versuchte der BFC mit Macht noch die Entscheidung zu erzwingen, und mit Troppas Volleyschuss in der 89. Minute gab es eine letzte Chance, die Mittag jedoch im letzten Moment vereiteln konnte.
Noch einmal hatte Ernst in der 7. Minute der Verlängerung den Siegtreffer für den BFC auf dem Fuß, scheiterte aber am hervorragend reagierenden Dresdner Torwart. Nachdem auch Dresdens Mittelstürmer Minge eine klare Torchance überhastet vergeben hatte, brachte die Verlängerung, in der der BFC sichtlich abbaute, keine Entscheidung mehr. Im Elfmeterschießen wurde der Dresdner Torwart Jakubowski zum Held des Tages, als er bei Backs' Schuss in die richtige Ecke flog. Da seine Mannschaftskameraden anschließend alle trafen, ging Dynamo Dresden als Sieger vom Platz und konnte seinen vierten Pokalgewinn feiern.